# STMicroelectronics
STMicroelectronics N.V. (vaak afgekort tot STM, soms ST) is een in Nederland gevestigd beursgenoteerd Italiaans-Frans bedrijf dat halfgeleiders en andere elektronica maakt.

## Geschiedenis
Het bedrijf ontstond in juni 1987 door een fusie van het Italiaanse SGS Microelettronica en het Franse Thomson Semiconducteurs, de halfgeleiderpoot van Thomson, maar heette toen SGS-THOMSON. Toen mede-eigenaar Thomson (tegenwoordig Thales) zich in 1998 uit het bedrijf terugtrok, werd de naam veranderd in STMicroelectronics (STM).
Sinds december 1994 staan de aandelen van het bedrijf genoteerd aan de effectenbeurzen van New York en Parijs. In 1998 kwam de notering aan de Borsa Italiana erbij. STM is onderdeel van de Italiaanse beursindex FTSE MIB en de Franse CAC 40. STMicroelectronics Holding N.V. is een grootaandeelhouder met een belang van 27,5%. In deze holding zijn de Italiaanse en Franse overheid in gelijke delen aandeelhouder.

## Activiteiten
Formeel is STM een naamloze vennootschap naar Nederlandse recht, gevestigd in Amsterdam, maar het hoofdkantoor staat in Genève. Er werken zo'n 46.000 medewerkers waarvan ruim 8000 zich richten op R&D. In 2020 werd 12% van de omzet besteed aan R&D activiteiten.
Het bedrijf heeft in 2021 elf vestigingen, waarvan zes voor de productie van halfgeleiders (front-end) en de overige vijf houden zich bezig met de assemblage en het testen (back-end). De front-end fabrieken staan in Frankrijk, in de plaatsen Crolles, Rousset en Tours, Italië, in Agrate en Catania, en Singapore.
Het heeft een brede portfolio en produceert onder meer microcontrollers, vermogenselektronica en flashgeheugen. Deze producten zijn terug te vinden in bijvoorbeeld auto's, medische apparaten, entertainmentproducten en fotocamera's.
In 2020 had STM meer dan 100.000 klanten wereldwijd. Veel grote klanten zijn actief in de automobielindustrie, zoals Continental, Bosch en Tesla en in de computer- en communicatiesector met voorbeelden als Samsung, Hewlett-Packard en Huawei. De 10 grootste klanten vertegenwoordigen de helft van de omzet.
In juni 2022 tekende het bedrijf een contract met GlobalFoundries om samen een nieuwe fabriek voor 300mm-wafers te bouwen in Crolles. Naar verwachting komt deze faciliteit in 2026 gereed en krijgt een capaciteit van 620.000 300mm-wafers per jaar. Hiervan is 42% bestemd voor STMicroelectronics en de resterende 42% is voor GlobalFoundries. De bouw van de fabriek vergt een investering van € 7,5 miljard.
AB Inbev ·
ADP ·
Adyen ·
Ahold Delhaize ·
AIB ·
Air Liquide ·
Airbus ·
Aker BP ·
AkzoNobel ·
Alstom ·
ArcelorMittal ·
Argenx ·
ASMI ·
ASML ·
AXA ·
Bank of Ireland ·
BioMérieux ·
BNP Paribas ·
Bouygues ·
Bureau Veritas ·
Campari ·
Capgemini ·
Carrefour ·
Crédit Agricole ·
D'Ieteren ·
Danone ·
Dassault Systèmes ·
DNB ·
DSM-Firmenich ·
Edenred ·
EDP ·
Eiffage ·
Enel ·
ENGIE ·
Eni ·
Equinor ·
EssilorLuxottica ·
Eurofins Scientific ·
Ferrari ·
Galp Energia ·
GBL ·
Generali ·
Heineken ·
ING ·
Intesa Sanpaolo ·
INWIT ·
Ipsen ·
J. Martins ·
KBC ·
Kering ·
Kerry ·
Kingspan ·
KPN ·
Legrand ·
Mediobanca ·
Michelin ·
Moncler ·
Mowi ·
NN Group ·
Norsk Hydro ·
Orange ·
Pernod Ricard ·
Philips ·
Pluxee ·
Poste Italiane ·
Prosus ·
Prysmian ·
Publicis ·
Randstad ·
Recordati ·
Renault ·
Ryanair ·
Safran ·
Saint-Gobain ·
Sanofi ·
Schneider Electric ·
Shell ·
Smurfit Kappa ·
Snam ·
Société Générale ·
Sodexo ·
Solvay ·
Stellantis ·
STMicroelectronics ·
Syensqo ·
Telenor ·
Teleperformance ·
Tenaris ·
Terna ·
Thales ·
TotalEnergies ·
UCB ·
UMG ·
UniCredit ·
Veolia Environnement ·
VINCI ·
Vivendi ·
Wolters Kluwer ·
Worldline ·
Yara